# Allocation de solidarité spécifique
Pour les articles homonymes, voir ASS.
L'Allocation de Solidarité Spécifique (ASS) est une allocation d'aide française pouvant être versée aux personnes ayant épuisé leurs droits à bénéficier de l'assurance chômage. L'ASS a été créée en 1984.
En 2024, l'allocation est intégrée dans le Revenu de solidarité active.

## Statistiques
On comptait 96 600 allocataires à la fin de l'année de sa création en 1984.
En janvier 1997, le total a atteint un nombre de 520 000 personnes pour décroître à un niveau de 348 600 personnes fin 2003. Leur nombre a ensuite remonté pour atteindre 411 000 bénéficiaires en 2012, selon les statistiques de l'INSEE sur les bénéficiaires des minima sociaux.
Par comparaison, il y avait cette année-là 1 687 000 bénéficiaires du revenu de solidarité active (RSA), 564 000 bénéficiaires de l'allocation de solidarité aux personnes âgées (ASPA) et 997 000 bénéficiaires de l'allocation aux adultes handicapés (AAH).
Le montant total des allocations financées par le Fonds de Solidarité a représenté 2,6 milliards d'euros en 2013 et 2,4 milliards d'euros en 2018.

## Conditions
Les conditions requises pour être bénéficiaire de l'ASS sont les suivantes :
- Le prétendant doit avoir épuisé ses droits à l'assurance chômage.
- Il doit être inscrit comme demandeur d'emploi et justifier de recherches actives.
- Il doit être apte à travailler.
- Il doit justifier de 5 ans d'activité salariée au cours des 10 ans précédant le chômage.
- À partir de 62 ans, il doit répondre à des conditions particulières[Lesquelles ?].
- Ses ressources mensuelles ne doivent pas dépasser[4] (chiffres au 1er juillet 2022) :
  - pour une personne seule : 1 252,89 €/mois  (626,50 € à Mayotte) ;
  - pour un couple : 1 968,82 €/mois (984,50 € à Mayotte).

## Fonds de solidarité
L'allocation de solidarité spécifique était prise en charge par le Fonds de solidarité, établissement public administratif sous tutelle du ministère du Travail, jusqu'à sa suppression le 31 décembre 2017.
Ce fonds est également chargé de verser plusieurs autres prestations prévues au II de l'article 136 de la loi de finances pour 1997 n° 96-1181 du 30 décembre 1996 :
- l'allocation équivalent retraite ;
- la prime forfaitaire de reprise d'activité ;
- l'allocation du fonds de professionnalisation et de solidarité ;
- l'aide aux chômeurs créateurs et repreneurs d'entreprise (ACCRE) pour les bénéficiaires de l'ASS.

Le Fonds de solidarité est financé par la « contribution de solidarité » de 1 % des rémunérations prélevée à la source par les employeurs des fonctionnaires et agents publics relevant de l'État, des collectivités locales, des établissements hospitaliers et autres organismes précisés par les articles L. 5424-1, L. 5424-2 et R. 5424-1 (ancien article L. 351-12) du code du travail. Les recettes provenant de cette contribution sont complétées par une subvention de l'État.
L'article 143 de la loi de finances rectificative pour 2016 prévoit la suppression et la liquidation du Fonds de solidarité au 1er janvier 2018. La contribution exceptionnelle de solidarité sera recouvrée par le réseau des URSSAF et affectée à Pôle emploi, chargé du versement de l'ASS.

## Versement
Les allocations sont versées par l'Assedic, puis par Pôle emploi.
Au 1er juillet 2022 le montant journalier de l'allocation de solidarité spécifique est de 17,90 € (8,95 à Mayotte) avec une dégressivité en fonction des plafonds réglementaires des revenus. La durée de versement est de six mois renouvelables, ou un an renouvelable pour les personnes âgées de plus de 57 ans.
L'ASS est diminuée si les ressources de l'allocataire dépassent les plafonds fixés. À savoir que lorsqu'un allocataire dépasse les 12 mois et/ou 750 heures de travail, l'allocation cessera de lui être versée chaque mois où il aura travaillé et reprendra s'il cesse toute activité professionnelle (de nouvelles conditions de cumul entre ASS et salaire sont applicables depuis le 1er septembre 2017). Il est néanmoins possible pour l'allocataire ayant épuisé ses droits ASS de demander le RSA activité en demandant un dossier à la Caisse des Allocations Familiales de son département.
Par ailleurs, les bénéficiaires de l'ASS sont éligibles à la Prime de Noël gouvernementale octroyée chaque année au mois de décembre.
Conditions de versement de l'ASS majorée
La majoration de l'ASS qui s'appliquait à certains allocataires est supprimée depuis le 01/01/2004.
À titre transitoire, les conditions permettant de bénéficier de cette majoration sont devenues les suivantes :
- être âgé de 55 ans ou plus et justifier de 20 ans d'activité salariée au plus tard le 31/12/2003,
- être âgé de 57 ans et demi ou plus et justifier de 10 ans d'activité salariée au plus tard le 31/12/2003.

Les allocataires en cours d'indemnisation au 01/01/2004 qui percevaient la majoration ainsi que ceux qui répondaient aux conditions d'attribution de la majoration avant 2003 continuent de la percevoir jusqu'à l'expiration de leurs droits à l'ASS. La majoration étant de 7,01 €/jour, le montant de l'ASS majorée est de 23,12 €/jour (montants au 1er janvier 2014).